# Emil Richard Wagner
Emil Richard Wagner (* 14. März 1871 in Marienberg; † 21. April 1950 in Annaberg-Buchholz) war ein deutscher Komponist.

## Leben
Der Sohn des Schneidermeisters Emil Moritz Wagner besuchte die Schule in Marienberg und von 1885 bis 1891 das Lehrerseminar in Annaberg. Seine erste Arbeitsstelle erhielt er 1891 als Hilfslehrer in Buchholz. 1896 übernahm er dort das Amt des Kantors an der St. Katharinenkirche, das er bis zu seinem Tod 54 Jahre lang bekleidete. In dieser Zeit erlebte er u. a. die Zerstörung seiner Wirkungsstätte durch einen Luftangriff im Februar 1945.
Nachdem er 1911 ein Diplom für Stimmbildung bei Engel in Dresden erworben hatte, wurde er 1916 zum Kirchenmusikdirektor ernannt. Aus seiner Dresdner Zeit führte er in der Kirche in Buchholz die Vespern ein. Er verfasste mehrere Bücher, z. B. Spielendes Lernen, Orgelsätze, Motetten, geistliche und weltliche Lieder. Für Männerchöre schrieb er mehrere Kompositionen und bearbeitete Lieder aus dem Erzgebirge, darunter von Anton Günther, Stephan Dietrich und Edwin Bauersachs für Chöre. Als Liedermeister des Obererzgebirgischen Sängerbunds war er zwischen 1906 und 1933 für ca. 90 Chöre in Sachsen und die Organisation mehrerer Sängerfeste verantwortlich.
Nach einem Gedicht von Paul Schulze komponierte er die Hymne an Buchholz, die mit den Worten beginnt: „Buchholz, hochgebaute Stadt, da mein Herz die Heimat hat!“